# Dějiny VKS(b). Stručný výklad
Dějiny Všesvazové komunistické strany (bolševiků). Stručný výklad (orig. История ВКП(б). Краткий курс) je učebnice dějin bolševismu, kterou zpracovala Komise ÚV VKS(b) a schválil ÚV VKS(b). Kniha vyšla na podzim 1938 jako encyklopedie základních poznatků marxismu-leninismu.